# Idaea calunetaria
Idaea calunetaria là một loài bướm đêm trong họ Geometridae.